# Limiar da dor
O limiar da dor é o ponto ao longo de uma curva de crescente percepção de um estímulo no qual a dor começa a ser sentida. É um fenómeno inteiramente subjetivo. Uma distinção deve ser mantida entre o estímulo (algo externo que pode ser medido diretamente, como com um termômetro) e a percepção de dor resultante da pessoa ou do animal (algo interno e subjetivo que às vezes pode ser medido indiretamente, como com um visual) escala analógica ). Embora um documento da Associação Internacional para o Estudo da Dor (International Association for the Study of Pain - IASP) defina "limiar da dor" como "a intensidade mínima de um estímulo que é percebido como doloroso" ele continua dizendo (contraditoriamente na carta, embora não no corpo) que:  
 Tradicionalmente, o limiar costuma ser definido, como o definimos anteriormente, como a menor intensidade de estímulo na qual um sujeito percebe a dor. Devidamente definido, o limiar é realmente a experiência do paciente, enquanto a intensidade medida é um evento externo. Tem sido um uso comum para a maioria dos pesquisadores de dor definir o limiar em termos de estímulo, e isso deve ser evitado. O estímulo não é dor e não pode ser uma medida de dor. 
```
Embora a expressão possa não transmiti-lo perfeitamente, a distinção claramente significada é a mencionada acima, entre o estímulo e a percepção. A intensidade com que um estímulo (por exemplo, calor, pressão) começa a evocar dor é chamada por um termo separado, 
intensidade do limiar
 .
[
1
]
 Portanto, se uma placa quente na pele de uma pessoa começar a doer aos 42° C (107° F), essa é a 
temperatura do limiar de dor
 para esse pedaço de pele naquele momento. Não é o limiar da dor (que é interno / subjetivo), mas a temperatura na qual o limiar da dor foi ultrapassado (que é externo / objetivo).
```

A intensidade com que um estímulo começa a evocar a dor varia de indivíduo para indivíduo e para um determinado indivíduo ao longo do tempo.

## Calor
o temperatura na qual o calor se torna doloroso para um indivíduo é chamada de limiar de dor por calor para essa pessoa naquele momento. Um estudo mostrou que as pessoas orientadas para a manhã têm maior limiar de dor para o calor em comparação com as pessoas orientadas para a noite.

## Audição
A pressão na qual o som se torna doloroso para um ouvinte é a pressão do limiar de dor para essa pessoa naquele momento. A pressão limite para o som varia com a frequência e pode depender da idade. Pessoas que foram expostas a mais ruído / música geralmente têm uma  pressão limite mais alta. A mudança de limite também pode causar uma pressão no limiar. A exposição prolongada ao som em níveis que evocam dor pode causar danos físicos, potencialmente levando à deficiência auditiva.
O volume na acústica refere-se ao som (intensidade). É um termo comum para a amplitude do som ou o nível de pressão sonora. Valores diferentes para o nível de pressão do limiar da dor e a pressão do limiar da dor são encontrados na literatura: 
| Limiar da dor           | Limiar da dor  | Limiar da dor |
| ----------------------- | -------------- | ------------- |
| Nível de pressão sonora | Pressão sonora |               |
| 120 dBSPL               | 20 Pa          |               |
| 130 dBSPL               | 63 Pa          |               |
| 134 dBSPL               | 100 Pa         |               |
| 137,5 dBSPL             | 150 Pa         |               |
| 140 dBSPL               | 200 Pa         |               |